# Kelurahan Sungai Penuh
Kelurahan Sungai Penuh is een bestuurslaag in het regentschap Sungai Penuh van de provincie Jambi, Indonesië. Kelurahan Sungai Penuh telt 2706 inwoners (volkstelling 2010).